# ФК Мидтиланд
ФК „Мидтиланд“ (на датски: FC Midtjylland, МФА: ˈmidjylanˀ, в превод: Среден Ютланд) е професионален датски футболен отбор от градовете Хернинг и Икаст. Отборът е основан вследствие от обединяване на Икаст ФС и Хернинг Фремад. Отборът играе в Датската суперлига.

## История на клуба
Основан е от Джони Рун, дърводелец и притежател на собствен бизнес в дървоснабдителната индустрия и Ейнер Хесел, упълномощен търговец. Двамата мъже искали да обединят двата отбора Икаст ФС (основан 1935) и Херинг Фремад (основан 1918), клубове, които не са играли важна роля в Датската суперлига. На 6 април 1999 г., сделката за съединяване на двата отбора била подписана и на следващия ден това било обявено в пресконференция. През 2000 г. ФК Митюлан влизат в Датската суперлига, след като отборът е събрал повече точки от всички други отбори в историята на Първа Дивизия.

## Развитие на клуба
През 2004 година ФК Мидтиланд е първият датски отбор, който си прави собствена футболна академия. Тя привлича футболисти от цяла Дания.
През 2008 година, Симон Торуп Кер, талант от академията, бива продаден на италианския Палермо за приблизително 4.000.000 €.
През 2010 продават Уинстън Рийд на Уест Хям.

## Успехи
Суперлига:
- Шампион (5): 2014/15, 2017/18, 2019/20, 2023/24, 2024/25
- 2-ро място (3): 2006/07, 2007/08, 2018/19, 2020/21
- 3-то място (5): 2001/02, 2004/05, 2011/12, 2013/14, 2015/16

Първа лига:
- Шампион (1): 1999/2000

Купата на Дания:
- Носител (1): 2018/19
- Финалист (4): 2002/03, 2004/05, 2009/10, 2010/11

Най-добрия международен успех на ФК Мидтиланд е достигането на втори квалификационен кръг за Купата на УЕФА, но там губи от белгийския РСК Андерлехт.
На 14 август 2008 побеждават ФК Манчестър Сити с 1:0 в Манчестър (първата им загуба на собствен терен от чужд отбор), но Сити отвръщат на удара в Дания – побеждават с 1:0 с гол в края на мача на Дани Калиф. В следващите 30 минути никой не вкарва гол и най-накрая „Мидтиланд“ губят безславно на дузпи.

## Стадион
През 2004 отборът се мести на нов стадион в Хернинг с капацитет почти 12 000 места. ФК „Мидтиланд“ е първият датски отбор, който продава името на стадиона си на спонсора си, в случая – МСХ Арена.
Първият мач на стадиона е на 27 март, който е увенчан с победа с 6 – 0 над „Академиск Болдклуб“. 5 от головете са вкарани от египетския нападател Мохамед Зидан.

## Български футболисти
- Николай Бодуров: 2016-наем - (15 мача/0 гола)
- Божидар Краев: 2017/22 - (41 мача/2 гола)